# Летни олимпийски игри 1992
XXV летни олимпийски игри се провеждат в Барселона, Испания от 25 юли до 9 август 1992 г. Барселона е избран за домакин като родно място на президента на МОК - Хуан Антонио Самаранч. Другите градове кадидатирали се за домакинство са Амстердам, Бризбейн, Бирмингам, Париж, Лозана и Белград.
Игрите са посетени от 250 000 туристи. 

## Факти и рекорди
- За пръв път от 20 години всички страни от МОК участват на олимпиада.
- Параолимпийският състезател по стрелба с лък – Антонио Ребело запалва олимпийският огън като изстрелва огнена стрела.
- В баскетбола пълна хегемония има отборът на САЩ. Тимът става известен като „Отбора мечта“ (Dream Team). По това време в него играят Майкъл Джордан, Меджик Джонсън и Лари Бърд. Те печелят златния медал с 8 победи и 0 загуби.
- ЮАР след 20 години отново има право да участва на олимпиада след наложената ѝ забрана заради водената от страната политика на апартейд.
- Германия участва с един общ отбор за пръв път след 1960.
- След разпадането на СССР през 1991, Естония, Латвия и Литва за пръв път участват със свои самостоятелни отбори след 1936. Останалите бивши съветски страни участват в „обединен отбор“. Той е в състав - Азербайджан, Армения, Беларус, Грузия, Казахстан, Киргизстан, Молдова, Русия, Таджикистан, Туркменистан, Украйна и Узбекистан.
- Разпадането на Югославия води до дебют на страните – Босна и Херцеговина, Словения и Хърватия.
- Беларусинът Виталий Шчербо печели 6 златни медала в спортната гимнастика. 4 от тях печели само в един ден.
- Китайката Фу Минхиа печели злато в скоковете във вода. По това време тя е само на 13 години.
- Руските плувци доминират в свободния стил. Александър Попов и Евгени Садовий печелят златни медали.
- Унгарката Кристина Егерсеги печели три златни медала в плуването.
- Бейзболът за пръв път е официален олимпийски спорт. Куба печели златния медал.
- Бадминтонът и женското джудо правят своя дебют в олимпийската програма.
- Сергей Бубка поставя за пореден път нов световен рекорд.
- Линфорд Кристи печели златото на 100 метра гладко бягане.

## Медали
| Място | Държава        | Злато | Сребро | Бронз | Общо |
| 1     | Обединен отбор | 45    | 38     | 29    | 112  |
| 2     | САЩ            | 37    | 34     | 37    | 108  |
| 3     | Германия       | 33    | 21     | 28    | 82   |
| 4     | Китай          | 16    | 22     | 16    | 33   |
| 5     | Куба           | 14    | 6      | 11    | 31   |
| 6     | Испания        | 13    | 7      | 2     | 22   |
| 7     | Южна Корея     | 12    | 5      | 12    | 29   |
| 8     | Унгария        | 11    | 12     | 7     | 30   |
| 9     | Франция        | 8     | 5      | 16    | 29   |
| 10    | Австралия      | 7     | 9      | 11    | 27   |
| 18    | България       | 3     | 7      | 6     | 16   |

## България на олимпийските игри
|          | Gold | Silver | Bronze | Общо |
| -------- | ---- | ------ | ------ | ---- |
| България | 3    | 7      | 6      | 16   |

### Злато
- Николай Бухалов – кану каяк
- Николай Бухалов – кану каяк
- Иван Иванов – вдигане на тежести

### Сребро
- Цветанка Христова – лека атлетика
- Даниел Петров – бокс
- Нонка Матова – стрелба
- Весела Лечева – стрелба
- Николай Пешалов – вдигане на тежести
- Йото Йотов – вдигане на тежести
- Валентин Гецов – борба

### Бронз
- Йорданка Донкова – лека атлетика
- Свилен Русинов – бокс
- Мартин Маринов и Благовест Стоянов – кану каяк
- Мария Гроздева – стрелба
- Стефан Ботев – вдигане на тежести
- Валентин Йорданов – борба